# Primer gobierno de Sebastián Piñera
El primer gobierno del presidente Sebastián Piñera Echenique se desarrolló en Chile entre marzo de 2010 y marzo de 2014. En las elecciones presidenciales de 2009, Sebastián Piñera (de la Coalición por el Cambio) triunfó sobre el candidato Eduardo Frei Ruiz-Tagle (de la Concertación), siendo el político de derecha el sucesor al mando del país al terminar la presidencia de Michelle Bachelet.
Sebastián Piñera asume el cargo en el Congreso Nacional el 11 de marzo de 2010, en medio de una convulsionada ceremonia marcada por el terremoto de Pichilemu de 2010, posterior al terremoto del 27 de febrero de 2010.

## Inicio de funciones

### Ceremonia de cambio de mando del bicentenario
El cambio de mando del bicentenario se realizó el día 11 de marzo de 2010, en el Salón de Honor del Congreso Nacional, a las 12 horas. Aunque fue la ceremonia de cambio de mando más austera (debido al recién pasado terremoto que afectó al país) desde el juramento de Juan Antonio Ríos en 1941, que debió asumir rápidamente por la muerte de Pedro Aguirre Cerda, contó con la presencia de múltiples delegaciones internacionales. La ceremonia estuvo marcada por un nuevo terremoto de 6,9 grados que tuvo lugar a la 11:39 (UTC-3) y sus sucesivas réplicas.
El encargado de presidir la ceremonia fue el presidente del Senado, Jorge Pizarro, cuya elección como tal fue corroborada horas antes del cambio de mando.
En esta ocasión, Sebastián Piñera juró, a diferencia de sus dos predecesores, que por ser ambos agnósticos prometieron.
Además, se procedió a tomar juramento a todos los ministros entrantes a la vez, a diferencia de los cambios de mando anteriores, en los cuales cada ministro juraba independientemente.

## Gabinete ministerial
Piñera anunció su primer gabinete ministerial el 9 de febrero de 2010 en el Museo Histórico Nacional de Chile, que estuvo compuesto de 16 hombres y 6 mujeres, siendo 4 militantes de RN, 4 de la UDI y 14 independientes. El grupo escogido tiene fuertes lazos con el sector empresarial. Por ejemplo Alfredo Moreno, Canciller, fue director del holding Falabella; Magdalena Matte, Ministra de vivienda y urbanismo, es la principal accionista de la papelera Dimar; Jaime Mañalich, ministro de Salud, fue director de la Clínica Las Condes, una de las más exclusivas del país; Felipe Larraín, ministro de Hacienda, fue directivo del grupo económico Angelini, y Carolina Schmidt, Ministra de la Mujer, lo fue para el grupo Luksic, además de haber sido gerente general de la revista Capital y de la empresa Calaf. Algunos de los ministros considerados "independientes" tiene afinidad política con la Coalición por el Cambio, habiendo trabajado en los Grupos Tantauco o en otras instancias similares.
Dentro de los diversos políticos que apoyaron o criticaron el gabinete de Sebastián Piñera, el que más réplicas obtuvo fue Andrés Allamand. Este señaló en la prensa que no era posible ganar elecciones apoyándose en políticos y parlamentarios en las campañas y luego gobernar solo con ejecutivos.

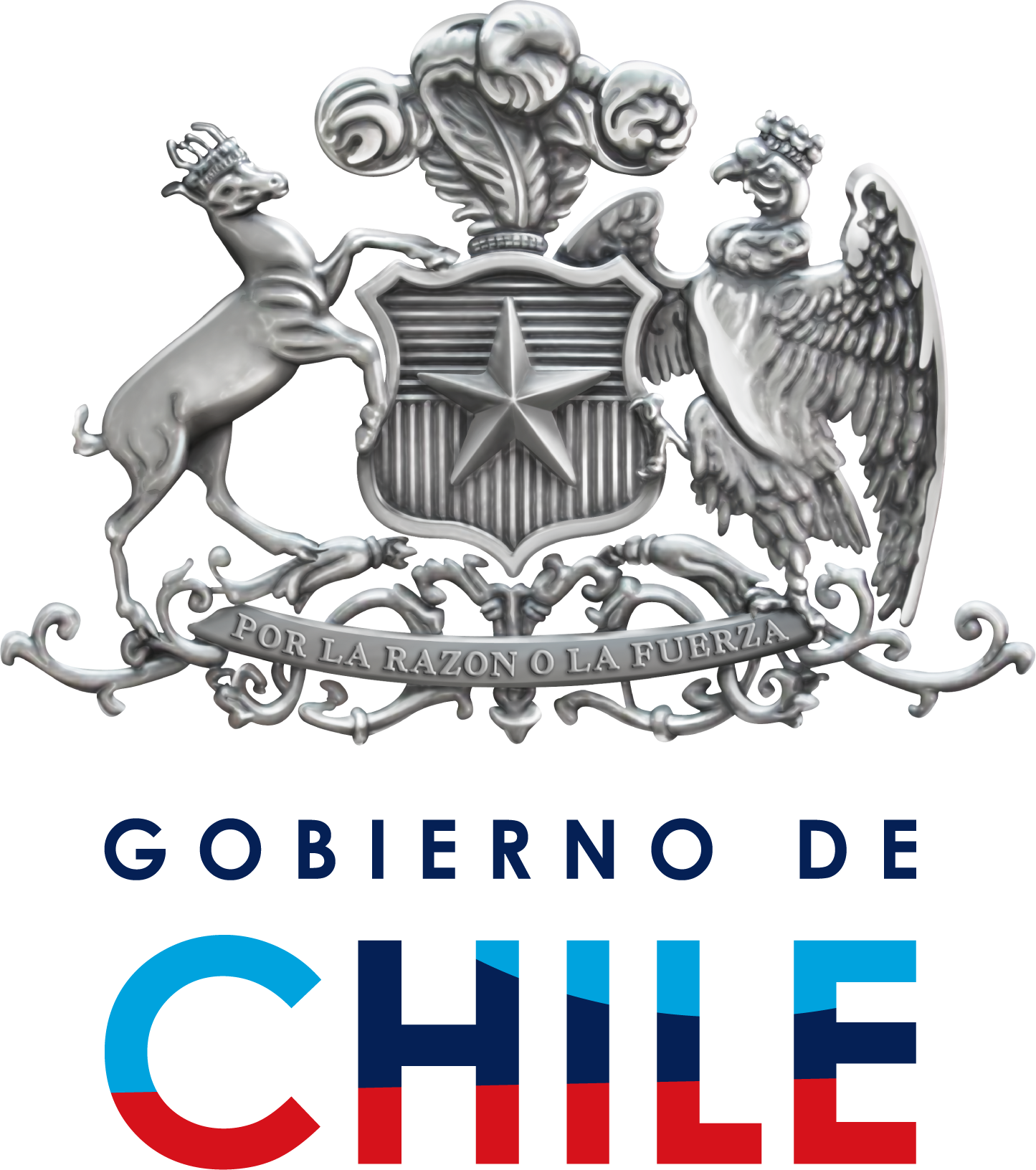
Logotipo institucional del Gobierno de Chile desde marzo hasta noviembre de 2010.

Logotipo institucional del Gobierno de Chile durante la presidencia de Piñera.

Luego de asumir como presidente, a Sebastián Piñera le correspondía nombrar a cerca de 1300 cargos de confianza, entre ministros, seremis, gobernadores y otros. Los cargos no fueron llenados inmediatamente, generándose un atraso que en algunos casos dificultaba la acción de las instituciones.
Dentro de los cargos que no se llenaron inicialmente se encontraba el director de la Dirección del Trabajo, lo que fue criticado por la oposición, debido al alto número de despidos ocurridos en la zona afectada por el terremoto, muchos de los cuales fueron de manera ilegal.
Los nuevos gobernadores fueron oficializados el 16 de marzo. La causa del atraso fue asignada por el senador de RN Antonio Horvath al "cuoteo político". Dentro de la UDI hubo molestia con los nombramientos, pues según declararon, no se aceptaron sus sugerencias, ni se ponderó el peso del partido en el parlamento. Dentro de los nombramientos hubo algunos cuestionados por diferentes razones, como los nexos de José Miguel Stegmeier, gobernador del Biobio, con Colonia Dignidad, que duró solo horas en el cargo, las deudas impagas por 60 millones de pesos de Ángelo Barbieri, gobernador de Los Andes (quien también resultó destituido), las 23 querellas por giro doloso de cheques que registra Miguel Mellado, gobernador de Cautín, quien incluso pasó, durante la década de 1980, varios años en Argentina para evadir la acción de la justicia, entre otros. El retraso en el nombramiento de los secretarios regionales ministeriales (seremi), generó críticas similares.
El nombramiento del excomandante en jefe del Ejército Óscar Izurieta como subsecretario de Defensa fue calificado de "imprudente" por el diputado Patricio Hales, y criticada por la Asociación de Familiares de Detenidos Desaparecidos.
También generaron polémica los nombramientos del embajador de Chile en Brasil, Octavio Errázuriz, que fue "bajado" por su pasado pinochetista, y de Iván Andrusco Aspé, director de Gendarmería, que fue cuestionado por sus posibles conexiones con violaciones a los derechos humanos, en relación con el Caso Degollados, que ocurrieron en 1985 cuando Andrusco pertenecía a la Dirección de Comunicaciones de Carabineros. El diputado por el Partido Comunista Hugo Gutiérrez solicitó al presidente Piñera la renuncia del nuevo director. Las acusaciones fueron negadas por el ex carabinero, y este fue respaldado por el gobierno, aunque finalmente presentó su renuncia el 17 de abril de 2010.

### Cambios de ministros
El 5 de noviembre de 2012 el gobierno de Piñera realizó un cambio de gabinete en el que según la opinión pública dejarían sus cargos ministeriales el titular de Obras Públicas Laurence Golborne y Andrés Allamand en Defensa por ser considerados ambos como precandidatos de la Alianza con miras a las Elecciones Presidenciales de 2013. 
Andrés Chadwick dejó su cargo en el Ministerio de la Secretaría General de Gobierno para asumir en la cartera de Interior mientras que Rodrigo Hinzpeter dejó su cargo en Interior para asumir en Defensa. 
La vacante en la Secretaría General de Gobierno fue ocupada por la entonces intendenta de Santiago Cecilia Pérez Jara mientras que en Obras Públicas asumió el cargo de ministra la entonces subsecretaria de esa cartera Loreto Silva Rojas. 
La Ministra de Bienes Nacionales Catalina Parot presentó también su renuncia al gabinete para asumir una eventual candidatura senatorial la que posteriormente fue desechada, asumió en su reemplazo en dicha cartera el entonces ministro de Vivienda y Urbanismo Rodrigo Pérez Mackenna quien tuvo a partir de entonces y hasta el 11 de marzo de 2014 el cargo de Biministro de Estado.
El 4 de abril de 2013, por una votación de 58 votos contra 56, la Cámara de Diputados declaró procedente una acusación constitucional presentada en contra del ministro de Educación Harald Beyer, por la que se le imputó no haber fiscalizado la existencia de lucro en las universidades. La acusación fue bastante controvertida, ya que se constató que fue formulada copiando algunos párrafos a una acusación anterior, los cuales hacían referencia a deberes de una cartera distinta a educación. Beyer se encontró así suspendido en sus funciones hasta que el Senado conoció de la acusación en su contra, como jurado, declarando si lo consideraba culpable o no de los cargos que se le imputaban.
El 17 de abril de 2013 el Senado lo consideró culpable de uno de los tres capítulos de la acusación constitucional, que le imputaba la negativa de fiscalizar la existencia de lucro en la educación superior pese a existir denuncias al respecto, incurriendo en "omisión de deberes ministeriales", por 20 votos a favor y 18 en contra, siendo destituido del cargo de ministro de Educación e inhabilitado para ejercer cargos públicos hasta 2018.
El gobierno realizó un cambio de gabinete el 22 de abril de 2013, en el cual la ministra del Sernam Carolina Schmidt dejó su cargo para asumir en la cartera de Educación en reemplazo de Harald Beyer. A su vez, Loreto Seguel asumió en el Sernam en reemplazo de Carolina Schmidt.

### Rescate en accidente minero del Yacimiento San José

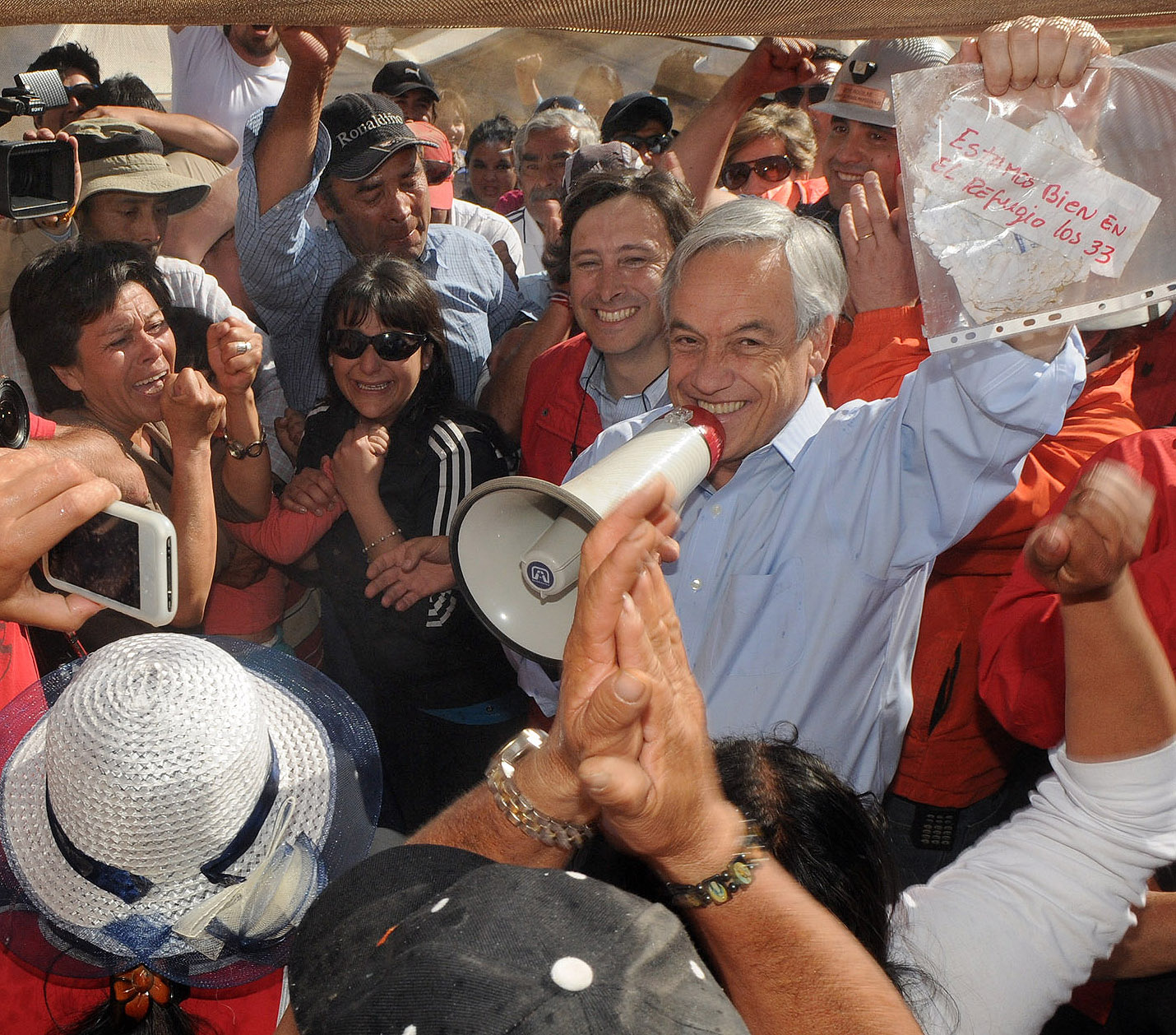
El Presidente Piñera con el mensaje que reveló que los 33 mineros se encontraban con vida.

## Relaciones exteriores

### Cumbre Celac-Unión Europea

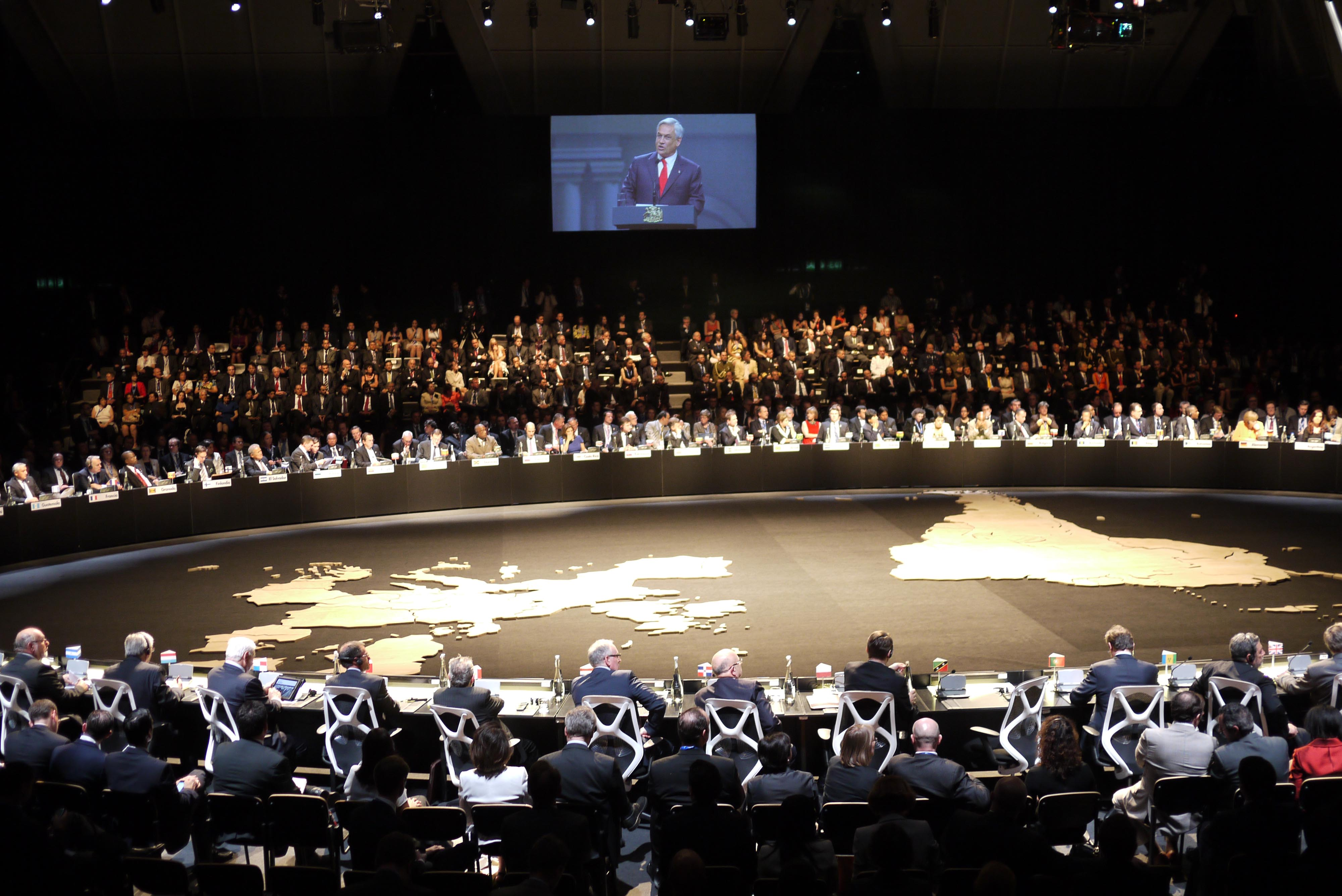
El Presidente Piñera hablando durante la Cumbre Celac-Unión Europea de 2013.

En 2013 se realizó la Cumbre Celac-Unión Europea en Chile en donde hubo un cruce entre Evo Morales y Piñera sobre la reclamación marítima del gobierno boliviano.

## Economía y energía

### Crecimiento económico y creación de empleos
Durante el gobierno de Sebastián Piñera el país creció a un ritmo del 5,3 % anual, versus el 3,3 % anual durante el primer gobierno de Michelle Bachelet. A su vez, se redujo la tasa de desempleo, de un 8,1 % durante el período 2006-2009, a un 6,9 %, mediante la creación de 1 017 000 nuevos empleos, con 260 000 nuevos emprendimientos. La inflación pasó de 4,5 % durante el período 2006-2009 a un 2,4 %, según datos de la cuenta pública entregados por el entonces Subsecretario de Hacienda de Chile, el ingeniero comercial Julio Dittborn.

### Ley de creación de empresas en un día
La agenda del gobierno llevó adelante una tendencia a abordar la cuestión de la competitividad, la inversión y el trabajo, para lo cual contempló una lista de 100 medidas. Dentro de las reformas para facilitar los negocios sobresalió la Ley de Empresas En Un Día, que creó un portal electrónico para registrar y aprobar nuevas empresas en tan solo 24 horas. Como resultado, 27.000 nuevas empresas se registraron bajo este sistema durante el gobierno de Sebastián Piñera, según señaló el entonces ministro de Economía, Fomento y Turismo, Félix de Vicente. La facilitación lograda por esta ley, junto a otras medidas, otorgó a Chile el puesto 37 a nivel mundial en el índice de facilidad para hacer negocios al finalizar el gobierno.

### Situación del gas en Magallanes

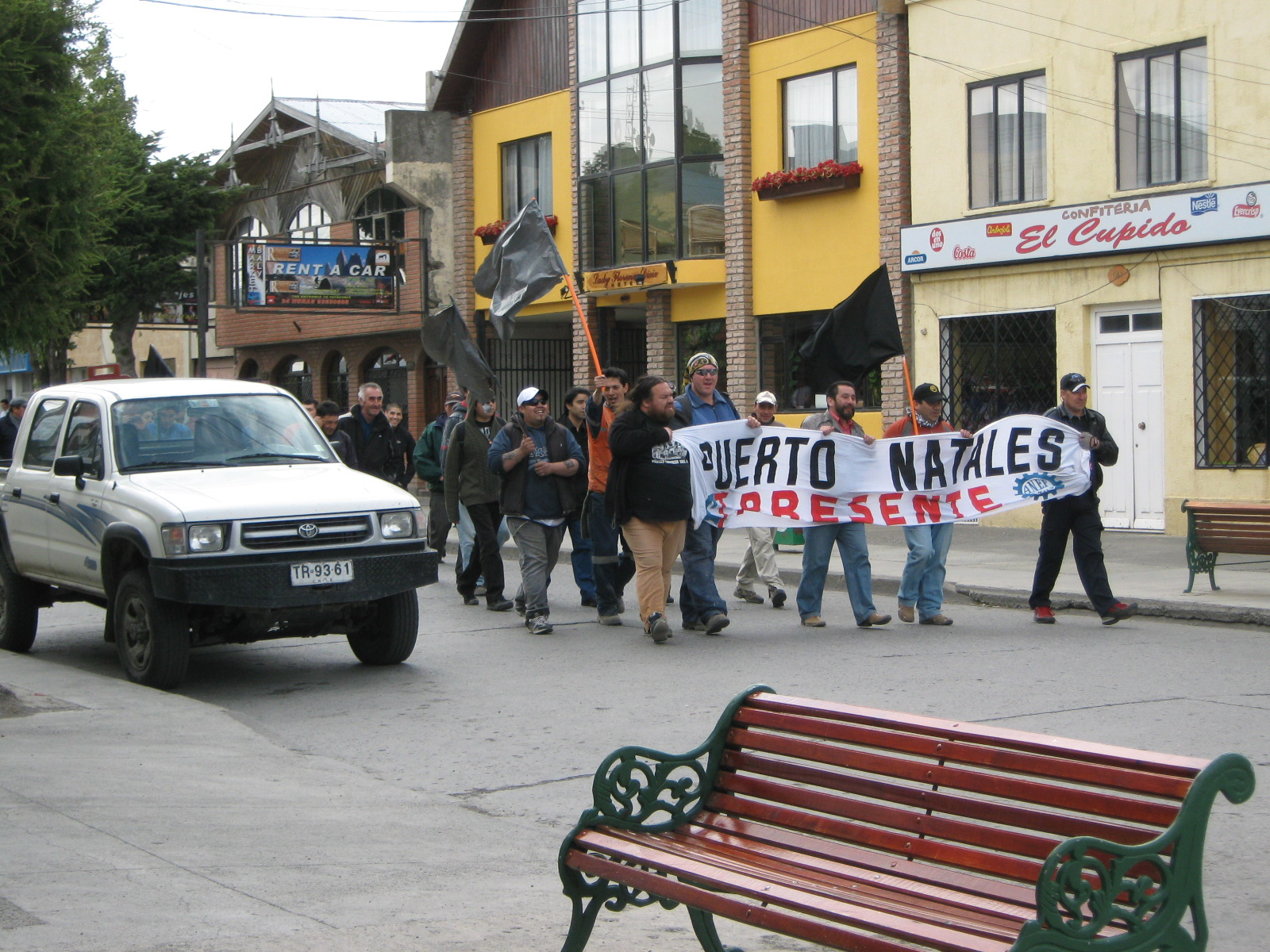
Habitantes de Puerto Natales marchan en rechazo al alza del gas.

Las protestas en Magallanes de 2011 (también conocidas como Segundo Puntarenazo) fueron una serie de movilizaciones sociales provocadas por el alza en el valor del gas natural en la región chilena de Magallanes, realizadas durante enero de 2011.
Las protestas, de amplia participación ciudadana, provocaron un fuerte golpe al gobierno del presidente Sebastián Piñera, que debió solicitar la renuncia a su ministro de Energía en lo que fue su primer cambio de gabinete. Tras una semana de protestas, el gobierno acordó rebajar el alza desde un 16,8% a solo un 3 % (equivalente a la inflación anual) y entregar amplios subsidios para las familias de menores recursos de la región.
La decisión de la ENAP, que contó con el apoyo del ministro Raineri, provocó una serie de manifestaciones públicas en esa región desde el 5 de enero, incluyendo movilizaciones multitudinarias y paralización de actividades en sus ciudades más importantes, como Punta Arenas y Puerto Natales. Ante el rechazo ciudadano, Raineri criticó dicha postura argumentando que “el subsidio en Magallanes es una fiesta que debe terminar”, generando mayor descontento entre los magallánicos.
El 11 de enero la Asamblea Ciudadana de Magallanes convocó a un paro indefinido a partir de la medianoche. Esa misma noche, dos mujeres, Claudia Castillo Campos de 19 años y Melisa Silva Ruiz de 23, murieron arrolladas por una camioneta durante las protestas en Punta Arenas. Durante ese día, más de 31 personas fueron detenidas, algunas mientras intentaban realizar saqueos y daños a la propiedad pública. Tras las primeras manifestaciones, Carabineros de Chile ordenó el envío de un contingente de Fuerzas Especiales para controlar el paro.
Durante el día 12 de enero, el paro continuó en las principales localidades de la región de Magallanes, extendiéndose a los principales pasos fronterizos con Argentina, por lo cual quedaron aislados más de dos mil vehículos que intentaban cruzar desde la provincia de Tierra del Fuego hacia Santa Cruz a través de territorio chileno. Otros 1.500 turistas quedaron sin movilización en el Parque nacional Torres del Paine luego de que piquetes magallánicos cortaran las rutas hacia Puerto Natales y El Calafate. Aunque funcionó en forma normal, los cortes en la ruta hacia el Aeropuerto Internacional Presidente Carlos Ibáñez del Campo obligaron a la suspensión de los vuelos de Sky Airline y de LAN Airlines.
El 14 de enero, la ministra secretaria general de Gobierno Ena von Baer anunció cambios en el gabinete luego de la partida del ministro Raineri y de otros tres ministros. El ministerio de Energía fue asumido por Laurence Golborne, quien se convirtió en biministro de Minería y Energía el 16 de enero. El recién asumido ministro Golborne viajó a Magallanes el 17 de enero, donde continuó las negociaciones con la Asamblea Ciudadana de Magallanes. Esa noche, Golborne fue acorralado por una masa de manifestantes en una radio local, por lo que tuvo que ser escoltado por fuerzas especiales.
El 18 de enero se firmó un acuerdo entre el Gobierno y la Asamblea, donde se estableció que el alza del precio del gas solo aumentaría un 3% durante los 10 meses siguientes, y se volvió a definir el subsidio gubernamental en la barrera de los 25 mil m³. Además, el Gobierno se comprometió a entregar 18 mil subsidios a las familias más pobres de la región. Ello permitió el fin del paro regional, que se extendió durante siete días.

### Salarios
En el primer año de gobierno de Piñera, el crecimiento salarial real de los trabajadores chilenos llegó a 0,9% anual. La remuneración ordinaria por hora llegó a los $2.730,32 pesos. En 2011, el crecimiento salarial real se aceleró a 1,8%.En 2012, el alza de los salarios llegó a 4,7% anual, el mejor dato de su administración.En su último año el crecimiento salarial se desaceleró a 2,4%.

## Deportes

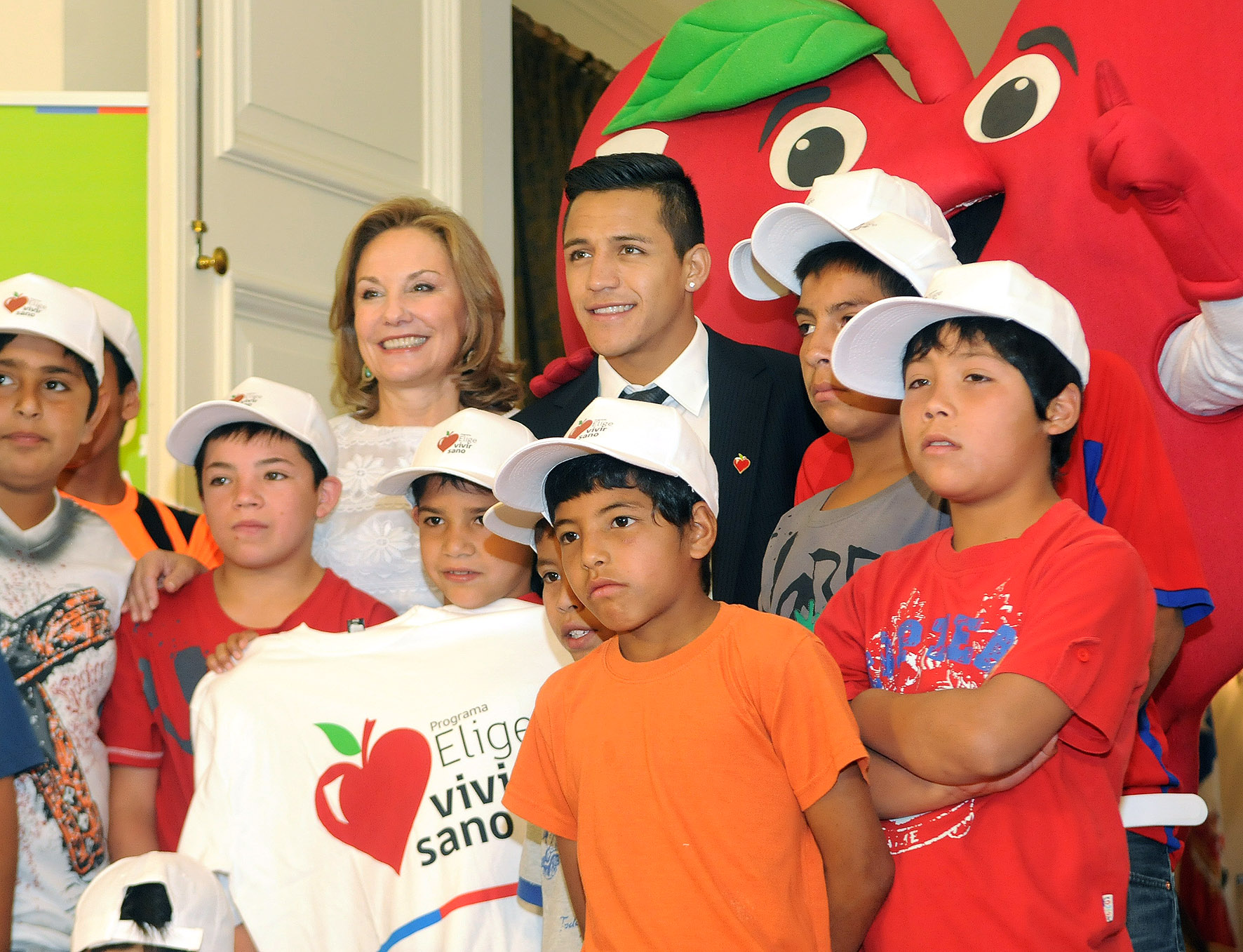
Alexis Sánchez promoviendo el programa Elige Vivir Sano junto a la primera dama Cecilia Morel.

Durante su gobierno se creó el Ministerio del Deporte, para promover la actividad deportiva.
La primera dama, Cecilia Morel, estuvo a cargo del programa Elige Vivir Sano.

## Educación

### Protestas del movimiento estudiantil
La movilización estudiantil de 2011 corresponde a una serie de manifestaciones realizadas por estudiantes universitarios y secundarios chilenos durante 2011.
Las primeras movilizaciones nacionales fueron convocadas por la Confederación de Estudiantes de Chile (CONFECH), organismo que agrupa a las federaciones de estudiantes de las universidades que integran el Consejo de Rectores de las Universidades Chilenas —conocidas como "tradicionales"— a mediados de mayo de 2011. Los principales voceros del movimiento universitario han sido Camila Vallejo, presidenta de la Federación de Estudiantes de la Universidad de Chile (FECh) y Giorgio Jackson, presidente de la Federación de Estudiantes de la Universidad Católica de Chile (FEUC).Entre las demandas del movimientos estuvieron las siguientes peticiones:
Estudiantes universitarios
Entre las demandas del movimiento universitario están:
- Acceso equitativo a la educación superior e igualdad de oportunidades.
- Regulación estatal al lucro en la educación. Según las leyes chilenas, las universidades con fines de lucro son ilegales aunque no existe un mecanismo que fiscaliza dicha legislación.
- Aumento del gasto público dirigido a las universidades públicas.
- Mejoramiento del sistema de financiamiento de las carreras universitarias y eliminación del endeudamiento.
- Incluir a estudiantes y funcionarios en la toma de decisiones al interior de las universidades.
- Disminución de los aranceles, Chile posee los aranceles más caros a nivel mundial.

Estudiantes secundarios
Entre los puntos exigidos por los estudiantes de educación media están:
- Desmunicipalización y estatización de la educación básica y media.
- Transporte público valor estudiante de la TNE (tarjeta nacional estudiantil) los 365 días del año.
- Plan para la reconstrucción de los establecimientos dañados por el terremoto de 2010.
- Mejoras para los liceos técnico-profesionales.

Las movilizaciones se han caracterizado por tomas de colegios y paros a nivel de las principales universidades del país. Se han realizado paros nacionales, los cuales involucraron una serie de marchas a nivel país en donde se llegó a convocar más de 100.000 personas.

## Estructura y aplicación institucional

### Leyes de inscripción automática, voto voluntario y primarias
Durante el gobierno se plantearon reformas al sistema electoral, consistentes en abandonar el antiguo sistema de sufragio obligatorio con inscripción voluntaria, dados los bajos porcentajes de inscripción de votantes. Así, se propuso la inscripción automática y el voto voluntario, como medidas de modernización del sistema, que finalmente vieron la luz durante el año 2012.
También se estableció la ley de primarias, que se trató del diseño de pre elecciones para transparentar el proceso de candidaturas por conglomerados, quedando ahora sujetas al Servel, y al mismo tiempo hacerlo transparente y disponible para cualquiera que quisiera votar, puesto que antes solo votaban los militantes de cada partido. Así, y al respecto, el entonces Secretario General de la Presidencia, Cristián Larroulet señaló que: «Es una de las iniciativas más trascendentales del paquete de reformas políticas que impulsa el Gobierno porque ofrece una vía para que la selección de candidatos sea más competitiva, participativa y transparente, generando incentivos para una política de mayor calidad».

### Ley de elección directa de consejeros regionales
Ley promulgada en junio de 2013. Se estableció el apoyo aunado desde los diferentes sectores del parlamento a la idea de elección directa de los consejeros regionales, con lo cual se avanzó hacia la descentralización y representación del proceso democrático en las regiones, como la participación ciudadana en los procesos domésticos.

### Creación de Chile Atiende
Chile Atiende es una red de servicios mancomunada, planteada como método de modernización en la tramitación de los ciudadanos con instituciones públicas, al concentrar los trámites de diferentes instancias del Estado bajo una única infraestructura. Se planteó asimismo con el propósito de acelerar estos trámites mediante la digitalización, como expresó posteriormente Sebastián Piñera al referirse a Chile Atiende: «Queremos que en año 2022 el 80 % de los trámites que un ciudadano tiene que hacer con el Estado, pueda hacerlos desde su celular en una única aplicación, llegando al 2025 al 100 %. Para ello se establecerá que el Estado no pueda exigir ningún documento que se cuente entre sus registros y se creará una plataforma para teléfonos inteligentes que permita, en un plazo de ocho años, realizar la totalidad de los trámites de los distintos entes públicos de manera virtual».

## Política social

### Creación del ingreso ético familiar
Durante el gobierno de Piñera se aprobó la creación del Ingreso Ético Familiar (IEF), "un beneficio que otorga el Estado como apoyo directo a las personas y familias de menores ingresos, para favorecer a las personas más vulnerables con el objetivo de superar la pobreza extrema". El Ingreso Ético Familiar se focalizó en las 170 mil familias en extrema pobreza que vivían en Chile. Bajo esta estructura se organizó una serie de bonos, primeramente por condición, como el bono base familiar y el bono de protección; y de forma anexa bonos para incentivos de superación, como el bono control del niño sano, el bono por asistencia escolar, bono por logro escolar, y el bono al trabajo de la mujer.

### Ley de posnatal de seis meses
Luego de una discusión de año y medio, el 6 de octubre de 2011 fue aprobada la ley de posnatal, que extendía dicho beneficio de tres a seis meses. Ximena Rincón (DC), por entonces representante de la Comisión de Trabajo del Senado, señaló: "En lo fundamental, el proyecto extiende en tres meses el posnatal, permite que los papás también puedan formar parte de esta historia y que las mujeres no pierdan ningún derecho. Es un acuerdo trascendente".

### Eliminación cobro de 7% de cotización en jubilados
Fue una de las primeras medidas del gobierno. La iniciativa benefició a 700 000 pensionados que tenían una renta mensual inferior a los 255 mil pesos chilenos, y que debían ceñirse anteriormente al pago de este porcentaje para salud. Quienes quedaron exento del beneficio, pero que recibían una suma mensual menor a los 286 mil pesos, lograron tener un descuento del 5 %.

### Ley de unión civil
En materia de protección de los derechos de las minorías sexuales, el 9 de agosto de 2011 fue enviado al Congreso Nacional por primera vez en la historia de Chile por parte del Ejecutivo, un proyecto de ley para crear el Acuerdo de Vida en Pareja (AVP), una figura legal que pretendía reconocer tanto a parejas heterosexuales como homosexuales, pero con una diferenciación más restrictiva que el matrimonio. Dicho proyecto tardó 44 meses en ser aprobado y luego de una serie de modificaciones por parte del Legislativo, fue promulgado en abril de 2015.

## Inmigración
Durante el primer gobierno de Sebastián Piñera se registró un aumento de la inmigración colombiana en la ciudad nortina de Antofagasta.
El sábado 19 de octubre de 2013 fue convocada una manifestación contra la inmigración masiva en la plaza Sotomayor de Antofagasta. La iniciativa surgió tras los serios enfrentamientos a golpes que sostuvieron chilenos y colombianos en el centro de la ciudad tras el partido que enfrentó a las selecciones de ambos países en las clasificatorias del Mundial de Fútbol de 2014, dejando fuera a la selección extranjera. La manifestación no fue autorizada por las autoridades quienes mandaron a Carabineros a impedir su realización. Hasta entonces había 15 mil colombianos en Antofagasta.
Organizaciones como Amnistía Internacional y Ciudadano Global llamaron a que Chile tuviera una política de fronteras abiertas respecto a la inmigración masiva.
El gobierno de Colombia presidido por Juan Manuel Santos expresó su "preocupación por los enfrentamientos físicos y virtuales entre ciudadanos de ambos países" y llamó a "la tolerancia para que no se promuevan mensajes que inciten a la violencia".

## Niveles de aprobación y desaprobación

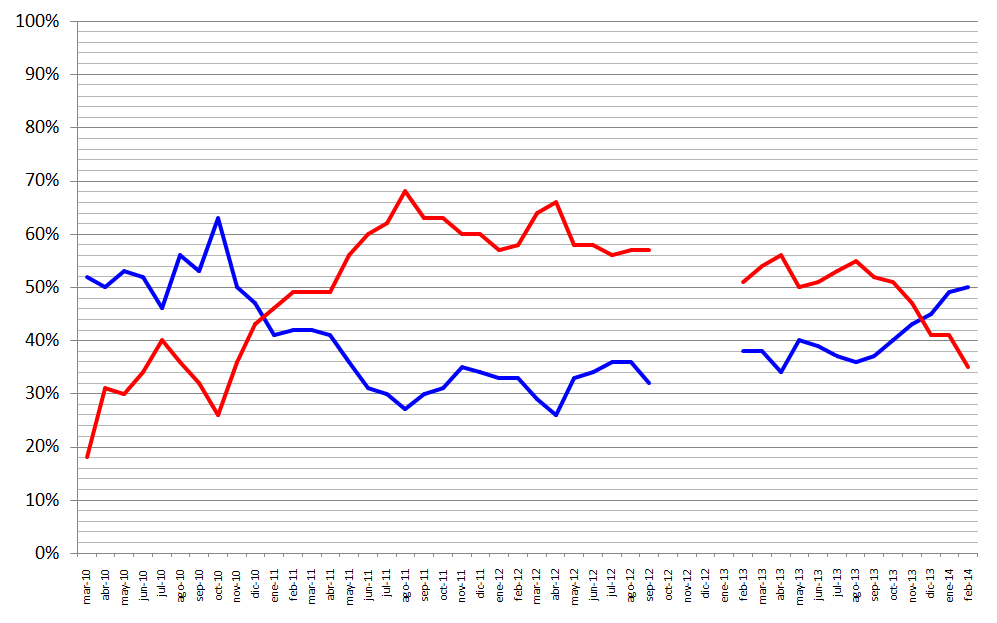
Niveles de aprobación (azul) y desaprobación (rojo) de Sebastián Piñera, según la encuesta Adimark.

En los meses iniciales de gobierno, y hasta noviembre de 2010, sus niveles de popularidad (medidos por la encuesta mensual Adimark) se mantuvieron mayores o iguales a 50%, con la excepción de julio en que cayó a 49 %, alcanzando una desaprobación del 40 %, muy superior al 17 % con que comenzaron el mandato. Su pic de 63 % de aprobación se produjo en el mes de octubre, producto del rescate de los mineros atrapados por el derrumbe de la mina San José.
Desde diciembre de 2010 en adelante su nivel de aprobación se mantuvo bajo el 50 %, alcanzando un mínimo histórico de 25 % de aprobación en agosto de 2011, marcado por el Movilización estudiantil en Chile de 2011, así como un rechazo de 70 %, convirtiéndose por entonces, en el Gobierno con mayor desaprobación desde el retorno a la Democracia. Desde mayo de 2011 sus niveles de desaprobación no bajaron del 50 % hasta fines de 2013. Finalmente su aprobación al término de su mandato llegó al 50 %, en tanto que su desaprobación bajó al 36 %.